# Liste der Nummer-eins-Hits in Österreich (2008)
Diese Liste enthält alle Nummer-eins-Hits in Österreich im Jahr 2008. Sie basiert auf den Top 75 der österreichischen Charts bei den Singles und bei den Alben. Es gab in diesem Jahr 10 Nummer-eins-Singles und 21 Nummer-eins-Alben.

## Singles
| ← 2007 ← | Liste der Nummer-eins-Hits in Österreich | Liste der Nummer-eins-Hits in Österreich | Liste der Nummer-eins-Hits in Österreich | 2009 →                    |
| \| Zeitraum \| Wo. ges. \| Interpret \| Titel Autor(en) \| Zusätzliche Informationen \| \| (Zeitraum, Wochen auf Platz eins, Interpret, Titel, Autor[en], zusätzliche Informationen) \| \| \| \| \| \| ----------------------------------------------------------------------------------------- \| -------- \| ------------------------------ \| ------------------------------------------------------------------------------------------------------------------------------------------------------------------------- \| ------------------------- \| \| 30. November 2007 – 24. Januar 2008 8 Wochen \| 8 \| Timbaland presents OneRepublic \| Apologize Ryan B. Tedder \| – \| \| 25. Januar 2008 – 6. März 2008 6 Wochen \| 6 \| Leona Lewis \| Bleeding Love Ryan B. Tedder, Jesse McCartney \| – \| \| 7. März 2008 – 17. April 2008 6 Wochen \| 6 \| Schnuffel \| Kuschel Song Musik: Markus Kreschmer, Tamara Erika Lücke; Text: Sebastian Nußbaum, Andreas Wendorf \| – \| \| 18. April 2008 – 5. Juni 2008 7 Wochen \| 7 \| Duffy \| Mercy Stephen Andrew Booker, Aimee Ann Duffy \| – \| \| 6. Juni 2008 – 19. Juni 2008 2 Wochen \| 2 \| Thomas Godoj \| Love Is You Christoph Masbaum, Will Simms, Michelle Leonard, Roland Meyer de Voltaire \| – \| \| 20. Juni 2008 – 28. August 2008 10 Wochen \| 10 \| Kid Rock \| All Summer Long Edward C. King, Gary Robert Rossington, Ronnie Van Zant, Warren William Zevon, Robert T. Wachtel, Matthew L. Shafer, Robert J. Ritchie, Leroy P. Marinell \| – \| \| 29. August 2008 – 2. Oktober 2008 5 Wochen \| 5 \| Katy Perry \| I Kissed a Girl Max Martin, Lukasz Gottwald, Katy Perry, Cathy Dennis \| – \| \| 3. Oktober 2008 – 23. Oktober 2008 3 Wochen \| 3 \| Amy Macdonald \| This Is the Life Amy Elizabeth Macdonald \| – \| \| 24. Oktober 2008 – 4. Dezember 2008 6 Wochen \| 6 \| P!nk \| So What Alecia B. Moore, Max Martin, Johan Karl Schuster \| – \| \| 5. Dezember 2008 – 29. Januar 2009 8 Wochen \| 8 \| Katy Perry \| Hot n Cold Katy Perry, Lukasz Gottwald, Max Martin \| – \| |                                          |                                          | |                           |
| ← 2007 |                                          |                                          | | → 2009 →                  |
| Zeitraum | Wo. ges.                                 | Interpret                                | Titel Autor(en) | Zusätzliche Informationen |
| (Zeitraum, Wochen auf Platz eins, Interpret, Titel, Autor[en], zusätzliche Informationen) |                                          |                                          | |                           |
| 30. November 2007 – 24. Januar 2008 8 Wochen | 8                                        | Timbaland presents OneRepublic           | Apologize Ryan B. Tedder | –                         |
| 25. Januar 2008 – 6. März 2008 6 Wochen | 6                                        | Leona Lewis                              | Bleeding Love Ryan B. Tedder, Jesse McCartney | –                         |
| 7. März 2008 – 17. April 2008 6 Wochen | 6                                        | Schnuffel                                | Kuschel Song Musik: Markus Kreschmer, Tamara Erika Lücke; Text: Sebastian Nußbaum, Andreas Wendorf                                                                        | –                         |
| 18. April 2008 – 5. Juni 2008 7 Wochen | 7                                        | Duffy                                    | Mercy Stephen Andrew Booker, Aimee Ann Duffy | –                         |
| 6. Juni 2008 – 19. Juni 2008 2 Wochen | 2                                        | Thomas Godoj                             | Love Is You Christoph Masbaum, Will Simms, Michelle Leonard, Roland Meyer de Voltaire                                                                                     | –                         |
| 20. Juni 2008 – 28. August 2008 10 Wochen | 10                                       | Kid Rock                                 | All Summer Long Edward C. King, Gary Robert Rossington, Ronnie Van Zant, Warren William Zevon, Robert T. Wachtel, Matthew L. Shafer, Robert J. Ritchie, Leroy P. Marinell | –                         |
| 29. August 2008 – 2. Oktober 2008 5 Wochen | 5                                        | Katy Perry                               | I Kissed a Girl Max Martin, Lukasz Gottwald, Katy Perry, Cathy Dennis | –                         |
| 3. Oktober 2008 – 23. Oktober 2008 3 Wochen | 3                                        | Amy Macdonald                            | This Is the Life Amy Elizabeth Macdonald | –                         |
| 24. Oktober 2008 – 4. Dezember 2008 6 Wochen | 6                                        | P!nk                                     | So What Alecia B. Moore, Max Martin, Johan Karl Schuster | –                         |
| 5. Dezember 2008 – 29. Januar 2009 8 Wochen | 8                                        | Katy Perry                               | Hot n Cold Katy Perry, Lukasz Gottwald, Max Martin | –                         |

## Alben
| ← 2007 ← | Liste der Nummer-eins-Alben in Österreich | Liste der Nummer-eins-Alben in Österreich   | Liste der Nummer-eins-Alben in Österreich                   | 2009 →                    |
| \| Zeitraum \| Wo. ges. \| Interpret \| Titel \| Zusätzliche Informationen \| \| (Zeitraum, Wochen auf Platz eins, Interpret, Titel, zusätzliche Informationen) \| \| \| \| \| \| ------------------------------------------------------------------------------ \| -------- \| ------------------------------------------- \| ----------------------------------------------------------- \| ------------------------- \| \| 2. November 2007 – 10. Januar 2008 10 Wochen \| 10 \| Kiddy Contest Kids \| Kiddy Contest Vol. 13 \| – \| \| 11. Januar 2008 – 17. Januar 2008 1 Woche \| 1 \| Timbaland \| Shock Value \| – \| \| 18. Januar 2008 – 7. Februar 2008 3 Wochen \| 3 \| Wiener Philharmoniker / Georges Prêtre \| Neujahrskonzert 2008 \| – \| \| 8. Februar 2008 – 14. Februar 2008 1 Woche \| 1 \| Leona Lewis \| Spirit \| – \| \| 15. Februar 2008 – 28. Februar 2008 2 Wochen \| 2 \| Falco \| Symphonic \| – \| \| 29. Februar 2008 – 17. April 2008 7 Wochen (insgesamt 10) \| 10 \| Amy Winehouse \| Back to Black \| – \| \| 18. April 2008 – 9. Mai 2008 3 Wochen (insgesamt 4) \| 4 \| Christina Stürmer \| Laut-Los \| – \| \| 9. Mai 2008 – 15. Mai 2008 1 Woche \| 1 \| Madonna \| Hard Candy \| – \| \| 16. Mai 2008 – 22. Mai 2008 1 Woche (insgesamt 4) \| 4 \| Christina Stürmer \| Laut-Los \| – \| \| 23. Mai 2008 – 29. Mai 2008 1 Woche (insgesamt 10) \| 10 \| Amy Winehouse \| Back to Black \| – \| \| 30. Mai 2008 – 5. Juni 2008 1 Woche \| 1 \| Schnuffel \| Ich hab’ dich lieb \| – \| \| 6. Juni 2008 – 26. Juni 2008 3 Wochen (insgesamt 5) \| 5 \| The Cistercian Monks of Stift Heiligenkreuz \| Chant – Music for Paradise \| – \| \| 27. Juni 2008 – 17. Juli 2008 3 Wochen \| 3 \| Coldplay \| Viva la Vida or Death and All His Friends \| – \| \| 18. Juli 2008 – 24. Juli 2008 1 Woche \| 1 \| Thomas Godoj \| Plan A! \| – \| \| 25. Juli 2008 – 31. Juli 2008 1 Woche \| 1 \| Nockalm Quintett \| Ich dich auch \| – \| \| 1. August 2008 – 11. September 2008 6 Wochen \| 6 \| Cast of Mamma Mia! \| Mamma Mia! The Movie Soundtrack Featuring the Songs of ABBA \| – \| \| 12. September 2008 – 25. September 2008 2 Wochen (insgesamt 11) \| 11 \| Michael Jackson \| King of Pop \| – \| \| 26. September 2008 – 9. Oktober 2008 2 Wochen \| 2 \| Metallica \| Death Magnetic \| – \| \| 10. Oktober 2008 – 16. Oktober 2008 1 Woche \| 1 \| Rosenstolz \| Die Suche geht weiter \| – \| \| 17. Oktober 2008 – 30. Oktober 2008 2 Wochen (insgesamt 5) \| 5 \| The Cistercian Monks of Stift Heiligenkreuz \| Chant – Music for Paradise \| – \| \| 31. Oktober 2008 – 6. November 2008 1 Woche \| 1 \| AC/DC \| Black Ice \| – \| \| 7. November 2008 – 13. November 2008 1 Woche \| 1 \| (Soundtrack) \| High School Musical 3: Senior Year \| – \| \| 14. November 2008 – 4. Dezember 2008 3 Wochen (insgesamt 4) \| 4 \| Kiddy Contest Kids \| Kiddy Contest Vol. 14 \| – \| \| 5. Dezember 2008 – 11. Dezember 2008 1 Woche \| 1 \| Herbert Grönemeyer \| Was muss muss – Best of \| – \| \| 12. Dezember 2008 – 18. Dezember 2008 1 Woche (insgesamt 4) \| 4 \| Kiddy Contest Kids \| Kiddy Contest Vol. 14 \| – \| \| 19. Dezember 2008 – 1. Januar 2009 2 Wochen (insgesamt 3) \| 3 \| Herbert Grönemeyer \| Was muss muss – Best of \| – \| |                                           |                                             |                                                             |                           |
| ← 2007 |                                           |                                             |                                                             | → 2009 →                  |
| Zeitraum | Wo. ges.                                  | Interpret                                   | Titel                                                       | Zusätzliche Informationen |
| (Zeitraum, Wochen auf Platz eins, Interpret, Titel, zusätzliche Informationen) |                                           |                                             |                                                             |                           |
| 2. November 2007 – 10. Januar 2008 10 Wochen | 10                                        | Kiddy Contest Kids                          | Kiddy Contest Vol. 13                                       | –                         |
| 11. Januar 2008 – 17. Januar 2008 1 Woche | 1                                         | Timbaland                                   | Shock Value                                                 | –                         |
| 18. Januar 2008 – 7. Februar 2008 3 Wochen | 3                                         | Wiener Philharmoniker / Georges Prêtre      | Neujahrskonzert 2008                                        | –                         |
| 8. Februar 2008 – 14. Februar 2008 1 Woche | 1                                         | Leona Lewis                                 | Spirit                                                      | –                         |
| 15. Februar 2008 – 28. Februar 2008 2 Wochen | 2                                         | Falco                                       | Symphonic                                                   | –                         |
| 29. Februar 2008 – 17. April 2008 7 Wochen (insgesamt 10) | 10                                        | Amy Winehouse                               | Back to Black                                               | –                         |
| 18. April 2008 – 9. Mai 2008 3 Wochen (insgesamt 4) | 4                                         | Christina Stürmer                           | Laut-Los                                                    | –                         |
| 9. Mai 2008 – 15. Mai 2008 1 Woche | 1                                         | Madonna                                     | Hard Candy                                                  | –                         |
| 16. Mai 2008 – 22. Mai 2008 1 Woche (insgesamt 4) | 4                                         | Christina Stürmer                           | Laut-Los                                                    | –                         |
| 23. Mai 2008 – 29. Mai 2008 1 Woche (insgesamt 10) | 10                                        | Amy Winehouse                               | Back to Black                                               | –                         |
| 30. Mai 2008 – 5. Juni 2008 1 Woche | 1                                         | Schnuffel                                   | Ich hab’ dich lieb                                          | –                         |
| 6. Juni 2008 – 26. Juni 2008 3 Wochen (insgesamt 5) | 5                                         | The Cistercian Monks of Stift Heiligenkreuz | Chant – Music for Paradise                                  | –                         |
| 27. Juni 2008 – 17. Juli 2008 3 Wochen | 3                                         | Coldplay                                    | Viva la Vida or Death and All His Friends                   | –                         |
| 18. Juli 2008 – 24. Juli 2008 1 Woche | 1                                         | Thomas Godoj                                | Plan A!                                                     | –                         |
| 25. Juli 2008 – 31. Juli 2008 1 Woche | 1                                         | Nockalm Quintett                            | Ich dich auch                                               | –                         |
| 1. August 2008 – 11. September 2008 6 Wochen | 6                                         | Cast of Mamma Mia!                          | Mamma Mia! The Movie Soundtrack Featuring the Songs of ABBA | –                         |
| 12. September 2008 – 25. September 2008 2 Wochen (insgesamt 11) | 11                                        | Michael Jackson                             | King of Pop                                                 | –                         |
| 26. September 2008 – 9. Oktober 2008 2 Wochen | 2                                         | Metallica                                   | Death Magnetic                                              | –                         |
| 10. Oktober 2008 – 16. Oktober 2008 1 Woche | 1                                         | Rosenstolz                                  | Die Suche geht weiter                                       | –                         |
| 17. Oktober 2008 – 30. Oktober 2008 2 Wochen (insgesamt 5) | 5                                         | The Cistercian Monks of Stift Heiligenkreuz | Chant – Music for Paradise                                  | –                         |
| 31. Oktober 2008 – 6. November 2008 1 Woche | 1                                         | AC/DC                                       | Black Ice                                                   | –                         |
| 7. November 2008 – 13. November 2008 1 Woche | 1                                         | (Soundtrack)                                | High School Musical 3: Senior Year                          | –                         |
| 14. November 2008 – 4. Dezember 2008 3 Wochen (insgesamt 4) | 4                                         | Kiddy Contest Kids                          | Kiddy Contest Vol. 14                                       | –                         |
| 5. Dezember 2008 – 11. Dezember 2008 1 Woche | 1                                         | Herbert Grönemeyer                          | Was muss muss – Best of                                     | –                         |
| 12. Dezember 2008 – 18. Dezember 2008 1 Woche (insgesamt 4) | 4                                         | Kiddy Contest Kids                          | Kiddy Contest Vol. 14                                       | –                         |
| 19. Dezember 2008 – 1. Januar 2009 2 Wochen (insgesamt 3) | 3                                         | Herbert Grönemeyer                          | Was muss muss – Best of                                     | –                         |

## Jahreshitparaden
| ← 2007 ← | Liste der Nummer-eins-Hits in Österreich | Liste der Nummer-eins-Hits in Österreich                                      | Liste der Nummer-eins-Hits in Österreich | 2009 →   |
| \| Singles \| Position# \| Alben \| \| ----------------------------------------------------------------------------------------------------------------------------------------------------------------------------------------------- \| --------- \| ----------------------------------------------------------------------------- \| \| All Summer Long Kid Rock Edward C. King, Gary Robert Rossington, Ronnie Van Zant, Warren William Zevon, Robert T. Wachtel, Matthew L. Shafer, Robert J. Ritchie, Leroy P. Marinell \| 1 \| Back to Black Amy Winehouse \| \| Apologize Timbaland presents OneRepublic Ryan B. Tedder \| 2 \| Chant – Music for Paradise The Cistercian Monks of Stift Heiligenkreuz \| \| Bleeding Love Leona Lewis Ryan B. Tedder, Jesse McCartney \| 3 \| Mamma Mia! The Movie Soundtrack Featuring the Songs of ABBA Cast of Mamma Mia \| \| I Kissed a Girl Katy Perry Max Martin, Lukasz Gottwald, Katy Perry, Cathy Dennis \| 4 \| Death Magnetic Metallica \| \| Mercy Duffy Stephen Andrew Booker, Aimee Ann Duffy \| 5 \| Black Ice AC/DC \| \| Kuschel Song Schnuffel Musik: Markus Kreschmer, Tamara Erika Lücke; Text: Sebastian Nußbaum, Andreas Wendorf \| 6 \| Vom selben Stern Ich + Ich \| \| So soll es bleiben Ich + Ich Annette Humpe \| 7 \| Jazz ist anders Die Ärzte \| \| This Is the Life Amy Macdonald Amy Elizabeth Macdonald \| 8 \| Viva la Vida or Death and All His Friends Coldplay \| \| I’m Yours Jason Mraz Jason Thomas Mraz \| 9 \| Kiddy Contest Vol. 13 Kiddy Contest Kids \| \| Sweet About Me Gabriella Cilmi Miranda Eleanor de Fonbrune Cooper, Timothy Elliott Larcombe, Timothy Martin Powell, Gabriella Lucia Cilmi, Brian Thomas Higgins, Nicholas John Sutherland Coler \| 10 \| Laut-Los Christina Stürmer \| |                                          |                                                                               |                                          |          |
| ← 2007 |                                          |                                                                               |                                          | → 2009 → |
| Singles | Position#                                | Alben                                                                         |                                          |          |
| All Summer Long Kid Rock Edward C. King, Gary Robert Rossington, Ronnie Van Zant, Warren William Zevon, Robert T. Wachtel, Matthew L. Shafer, Robert J. Ritchie, Leroy P. Marinell | 1                                        | Back to Black Amy Winehouse                                                   |                                          |          |
| Apologize Timbaland presents OneRepublic Ryan B. Tedder | 2                                        | Chant – Music for Paradise The Cistercian Monks of Stift Heiligenkreuz        |                                          |          |
| Bleeding Love Leona Lewis Ryan B. Tedder, Jesse McCartney | 3                                        | Mamma Mia! The Movie Soundtrack Featuring the Songs of ABBA Cast of Mamma Mia |                                          |          |
| I Kissed a Girl Katy Perry Max Martin, Lukasz Gottwald, Katy Perry, Cathy Dennis | 4                                        | Death Magnetic Metallica                                                      |                                          |          |
| Mercy Duffy Stephen Andrew Booker, Aimee Ann Duffy | 5                                        | Black Ice AC/DC                                                               |                                          |          |
| Kuschel Song Schnuffel Musik: Markus Kreschmer, Tamara Erika Lücke; Text: Sebastian Nußbaum, Andreas Wendorf | 6                                        | Vom selben Stern Ich + Ich                                                    |                                          |          |
| So soll es bleiben Ich + Ich Annette Humpe | 7                                        | Jazz ist anders Die Ärzte                                                     |                                          |          |
| This Is the Life Amy Macdonald Amy Elizabeth Macdonald | 8                                        | Viva la Vida or Death and All His Friends Coldplay                            |                                          |          |
| I’m Yours Jason Mraz Jason Thomas Mraz | 9                                        | Kiddy Contest Vol. 13 Kiddy Contest Kids                                      |                                          |          |
| Sweet About Me Gabriella Cilmi Miranda Eleanor de Fonbrune Cooper, Timothy Elliott Larcombe, Timothy Martin Powell, Gabriella Lucia Cilmi, Brian Thomas Higgins, Nicholas John Sutherland Coler | 10                                       | Laut-Los Christina Stürmer                                                    |                                          |          |